# Thaon
Thaon ist eine französische Gemeinde mit 1.851 Einwohnern (Stand: 1. Januar 2022) im Département Calvados in der Region Normandie. Sie gehört zum Arrondissement Caen und zum Kanton Thue et Mue. Die Einwohner werden Thaonnais genannt.

## Geografie
Thaon liegt etwa zehn Kilometer nordwestlich von Caen am kleinen Fluss Mue. Umgeben wird Thaon von den Nachbargemeinden Fontaine-Henry im Nordwesten und Norden, Basly im Norden und Nordosten, Colomby-sur-Thaon im Nordosten und Osten, Anisy im Osten, Cairon im Süden, Lasson im Süden und Südwesten sowie Le Fresne-Camilly im Westen.

## Bevölkerungsentwicklung
| Jahr                       | 1962 | 1968 | 1975 | 1982 | 1990 | 1999 | 2006 | 2019 |
| Einwohner                  | 568  | 573  | 768  | 1146 | 1153 | 1350 | 1455 | 1726 |
| Quellen: Cassini und INSEE |      |      |      |      |      |      |      |      |

## Sehenswürdigkeiten
- Alte Kirche Saint-Pierre aus dem 11./12. Jahrhundert, Monument historique seit 1840
- Schloss Thaon aus dem 18. Jahrhundert, seit 1978 Monument historique
- Les Grosses Devises sind zwei Menhire zwischen Colomby-sur-Thaon und Thaon.

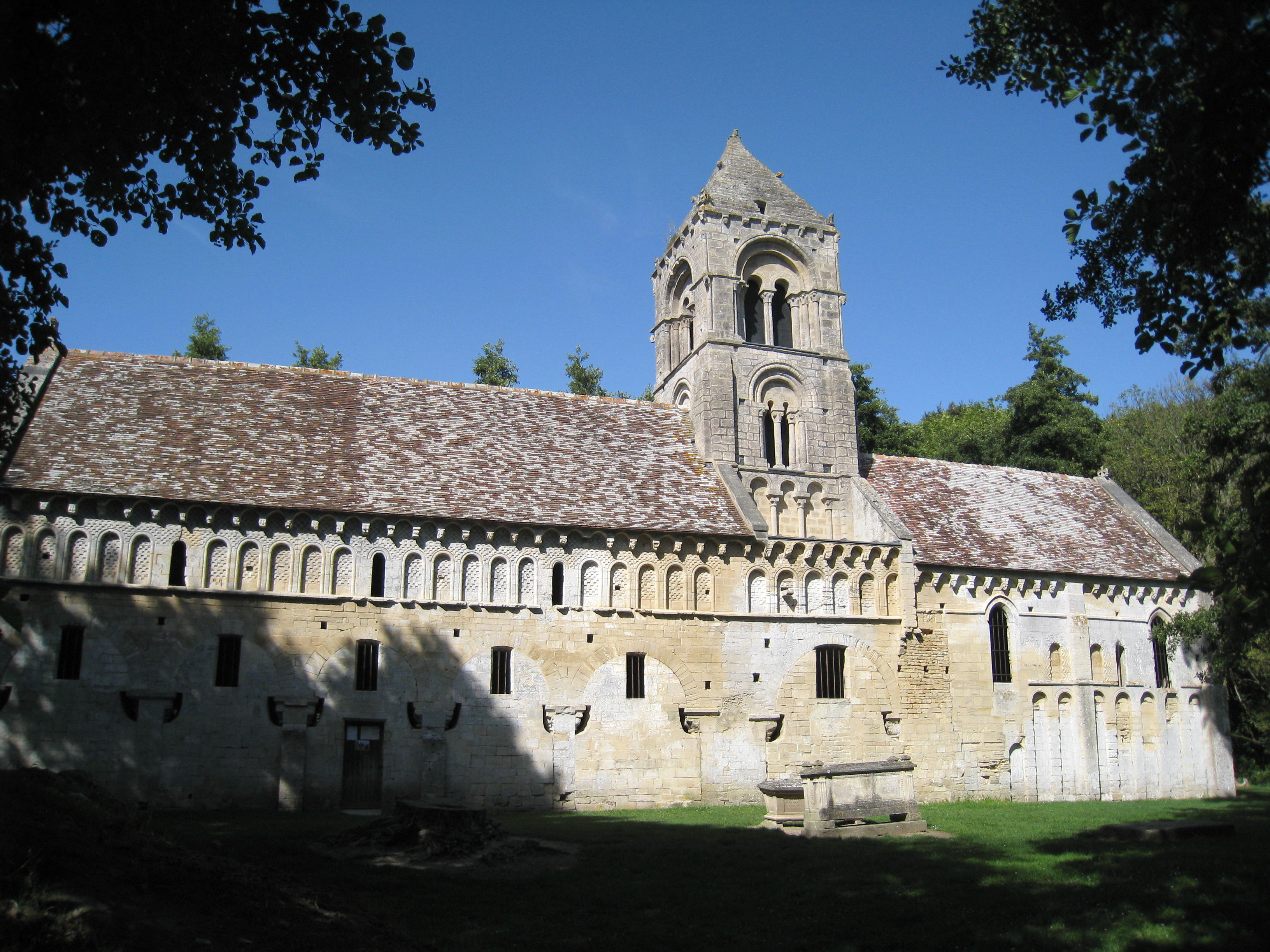
Alte Kirche Saint-Pierre
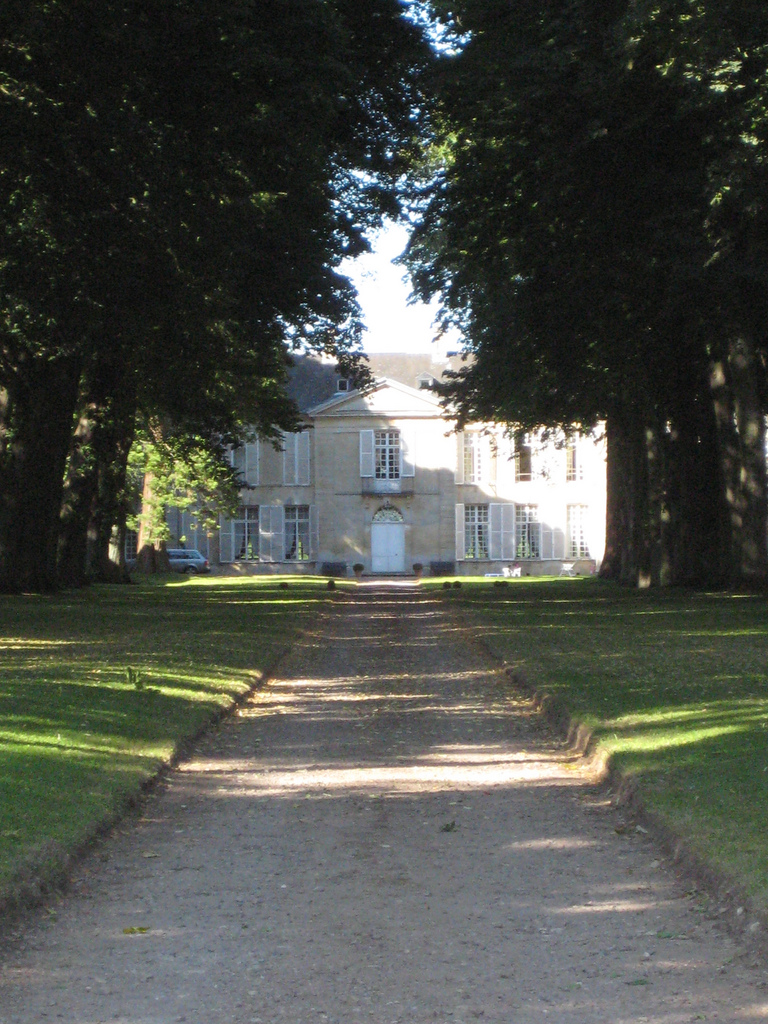
Allee zum Schloss Thaon
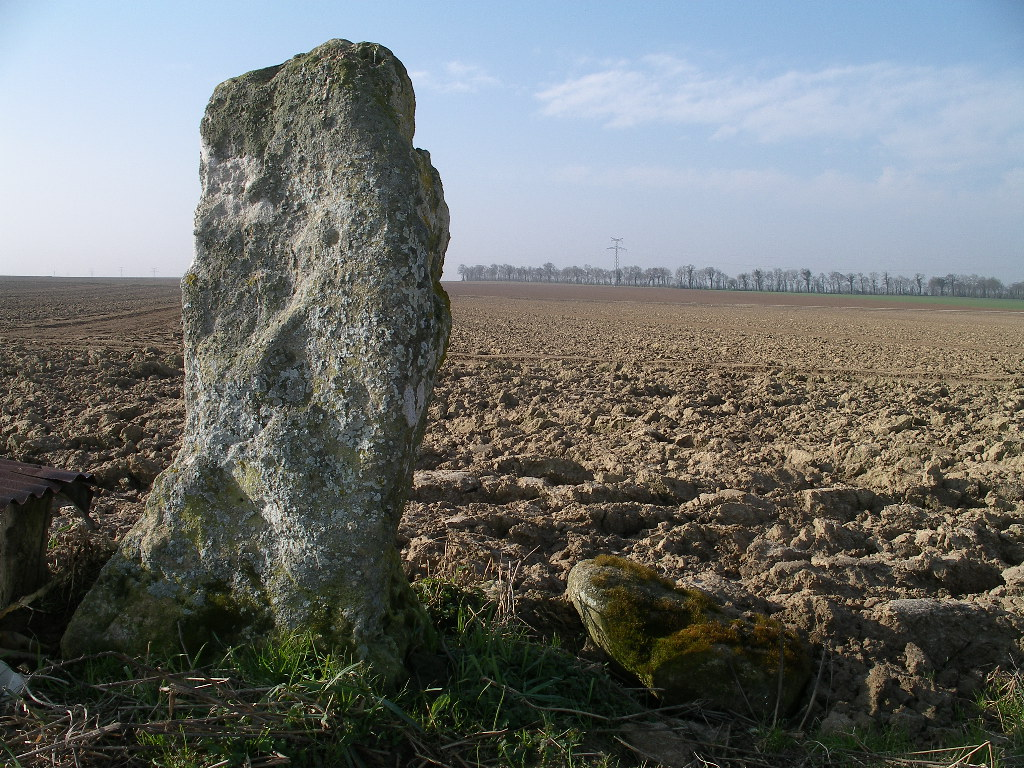
Les Grosses Devises

## Persönlichkeiten
- Jules Hoüel (1823–1886), Mathematiker